# Impuestos en Grecia
Los impuestos en Grecia, como en la mayoría de los países desarrollados, se basan en impuestos directos e indirectos.

## Impuesto sobre la renta

### Residentes en Grecia
Todas las personas físicas en Grecia están sujetas al impuesto sobre la renta como asalariados o autónomos. En el caso de una persona que sea residente permanente en Grecia, el impuesto adeudado se calcula a partir de los ingresos obtenidos en Grecia y en el extranjero. Una persona cuyos ingresos provienen solo del salario no está obligada a presentar una declaración anual.
El 9 de mayo de 2016, el gobierno votó en el Parlamento un nuevo conjunto de medidas de emergencia. Estos cambios incluyen nuevas tasas de impuesto sobre la renta, así como nuevas tasas de impuesto de solidaridad.

### Residentes en el extranjero
No existen normas de la Unión Europea que regulen cómo se deben gravar los ingresos de los ciudadanos de la UE que viven, trabajan o residen en el extranjero durante un determinado período de tiempo.
En caso de que una persona sea residente permanente en el exterior, deberá informar a la Agencia Tributaria de su pertenencia para trasladarla a la Oficina Tributaria de residentes en el extranjero. Hasta hace poco, se debía de estar 183 días consecutivos en el año fiscal del país (Grecia) para ser considerado residente en el extranjero. Desde el 1 de enero de 2020, los residentes en el extranjero se considerarán residentes fiscales de Grecia cuando permanezcan en el país más de 183 días en total durante cualquier período de doce meses.
El Ministerio de Hacienda ha emitido una serie de circulares e instrucciones a los contribuyentes sobre las acciones para el traslado de un contribuyente a la oficina de impuestos en el exterior y los documentos requeridos.

## Impuesto de seguridad social

### Empleado
El empleador está obligado a deducir impuestos en origen de un empleado y realizar contribuciones adicionales a la seguridad social como en muchos otros Estados miembros de la Unión Europea. La cotización del empleador asciende al 24,56 % del salario. La contribución del empleado es del 15,5 %.

### Autónomos
Las cotizaciones básicas a la seguridad social ascienden al 27,1 % de la renta total (después del IVA pagado, gastos especializados deducibles y antes del pago del impuesto sobre la renta). Este número se puede dividir en 20 % para las prestaciones de pensión pública y 7,1 % para el sistema público de salud.
Se cobra un 7 % adicional a las personas contratadas para agregar beneficios a los montos de las pensiones públicas. Se cobra un 4 % adicional a las personas que participan en planes públicos de prestaciones de jubilación. Así, las cotizaciones totales pueden llegar al 38,1 % de los ingresos.
El rango de ingresos para el cálculo del impuesto a la seguridad social asciende a 4.923-70.330 euros anuales. Si los ingresos anuales están fuera del rango anterior, el límite superior e inferior, respectivamente, se tendrán en cuenta para el cálculo.

## Impuesto sobre el valor añadido
La tasa del IVA en Grecia oscila entre el 6 % y el 24 %. Para todos los bienes que no pertenecen a ninguna categoría especial, el IVA es del 24 %. Para los productos de la categoría 1, el IVA es del 13 % y para los productos de la categoría 2, del 6 %. Algunos bienes están exentos del IVA, como los servicios médicos y la educación. En algunas islas hay un tipo de IVA reducido para los productos de la categoría 1 al 17 %.